# Liste der Stolpersteine in Meerane

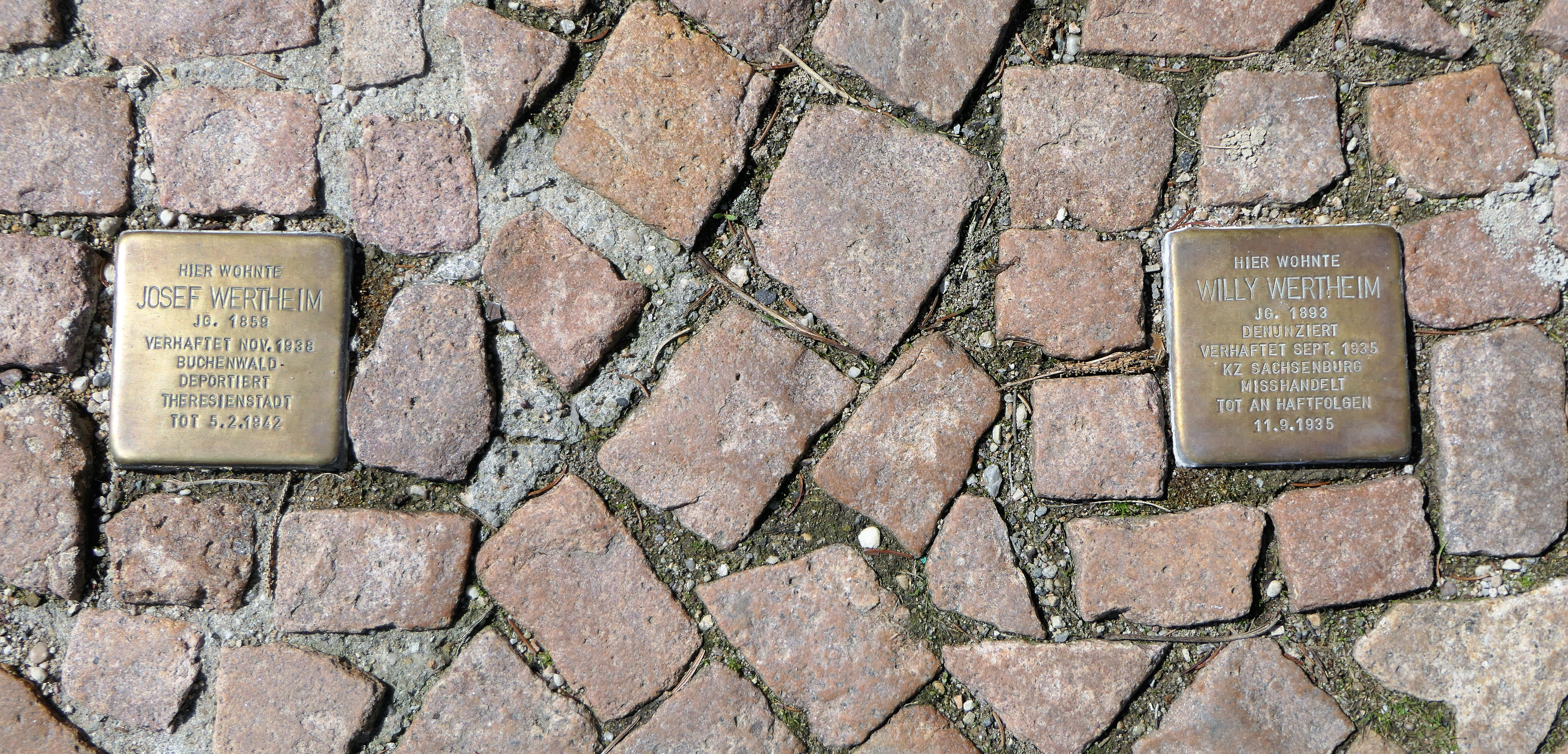
Stolpersteine in Meerane

In der Liste der Stolpersteine in Meerane werden die vorhandenen Gedenksteine aufgeführt, die im Rahmen des Projektes Stolpersteine des Künstlers Gunter Demnig bisher in Meerane verlegt worden sind. Nach derzeitigem Erkenntnisstand geht die Stadt Meerane heute davon aus, dass insgesamt 33 Bürgerinnen und Bürger der Stadt Opfer der nationalsozialistischen Lebensvernichtung waren.

## Verlegte Stolpersteine
In Meerane wurden bis 2021 an neun Standorten zehn Stolpersteine verlegt.
| Stolperstein | Inschrift | Standort                                 | Name, Leben                                                  |
| --- | --- | ---------------------------------------- | ------------------------------------------------------------ |
| Bild gesucht Die Wikipedia wünscht sich an dieser Stelle ein Bild vom hier behandelten Ort. Weitere Infos zum Motiv findest du vielleicht auf der Diskussionsseite . Falls du dabei helfen möchtest, erklärt die Anleitung , wie das geht. BW | HIER WOHNTE FLORA ELLA BAUCH JG. 1892 EINGEWIESEN ARMENHAUS MEERANE 'VERLEGT' 21.X.1941 PIRNA\|SONNENSTEIN ERMORDET 21.X.1941 'AKTION T4'                   | Kantstraße 34 Standort                   | Flora Ella Bauch                                             |
| | HIER WOHNTE FRIDA BLUMENTHAL GEB. HAMBURGER JG. 1884 VERHAFTET 1.4.1933 ENTLASSEN FLUCHT IN DEN TOD 3.4.1933                                                | August-Bebel-Straße 51 (Standort)        | Frida Blumenthal                                             |
| | HIER WOHNTE ALFRED BORN JG. 1886 OPFER DES POGROMS VERHAFTET 1938 BUCHENWALD AUSGEWIESEN 1939 ÜBERLEBT                                                      | August-Bebel-Straße 63 (Standort)        | Alfred Born                                                  |
| Bild gesucht Die Wikipedia wünscht sich an dieser Stelle ein Bild vom hier behandelten Ort. Weitere Infos zum Motiv findest du vielleicht auf der Diskussionsseite . Falls du dabei helfen möchtest, erklärt die Anleitung , wie das geht. BW | HIER WOHNTE MARTHA LINA ERBEN JG. 1884 EINGEWIESEN ARMENHAUS MEERANE 'VERLEGT' 5.x.1941 PIRNA\|SONNENSTEIN ERMORDET 5.x.1941 'AKTION T4'                    | Böhmerstraße 24 Standort                 | Martha Lina Erben                                            |
| Bild gesucht Die Wikipedia wünscht sich an dieser Stelle ein Bild vom hier behandelten Ort. Weitere Infos zum Motiv findest du vielleicht auf der Diskussionsseite . Falls du dabei helfen möchtest, erklärt die Anleitung , wie das geht. BW | HIER WOHNTE ANNA MARIE FUNK JG. 1896 EINGEWIESEN HEILANSTALT UNTERGÖLTZSCH 'VERLEGT' 10.9.1940 PIRNA-SONNENSTEIN ERMORDET 10.9.1940 'AKTION T4'             | Innere Crimmitschauer Straße 12 Standort | Anna Marie Funk                                              |
| Bild gesucht Die Wikipedia wünscht sich an dieser Stelle ein Bild vom hier behandelten Ort. Weitere Infos zum Motiv findest du vielleicht auf der Diskussionsseite . Falls du dabei helfen möchtest, erklärt die Anleitung , wie das geht. BW | HIER WOHNTE MARTIN HOCHMUTH JG. 1895 IM WIDERSTAND / KPD 'SCHUTZHAFT' 193x LAGER OSTERSTEIN ZWICKAU VERHAFTET GROSS-ROSEN ERMORDET 12.11.1941               | Karlstraße 23 Standort                   | Martin Hochmuth                                              |
| Bild gesucht Die Wikipedia wünscht sich an dieser Stelle ein Bild vom hier behandelten Ort. Weitere Infos zum Motiv findest du vielleicht auf der Diskussionsseite . Falls du dabei helfen möchtest, erklärt die Anleitung , wie das geht. BW | HIER WOHNTE GUSTAV KURT MARCI JG. 1886 EINGEWIESEN HEILANSTALT WALDHEIM ERMORDET 24.4.1943                                                                  | Philippstraße 52 Standort                | Gustav Kurt Marci                                            |
| | SCHUHWAREN SALZMANN HIER WOHNTE UND ARBEITET GEORG SALZMANN JG. 1889 'SCHUTZHAFT' 1938 BUCHENWALD MISSHANDELT / GEFOLTERT TOT AN DEN FOLGEN 9.12.1938 ADORF | August-Bebel-Straße 53 (Standort)        | Georg Salzmann                                               |
| | SCHUHWAREN SALZMANN HIER WOHNTE UND ARBEITETE JOSEF WERTHEIM JG. 1859 VERHAFTET NOV. 1938 BUCHENWALD DEPORTIERT THERESIENSTADT TOT 5.2.1942                 | Crotenlaider Straße 57 (Standort)        | Josef Wertheim wurde am 11. August 1859 in Iserlohn geboren. |
| | HIER WOHNTE WILLY WERTHEIM JG. 1893 DENUNZIERT VERHAFTET SEPT. 1935 KZ SACHSENBURG MISSHANDELT TOT AN DEN HAFTFOLGEN 11.9.1935                              | Crotenlaider Straße 57 (Standort)        | Willy Wertheim wurde am 15. Juli 1893 in Meerane geboren.    |

## Verlegedaten

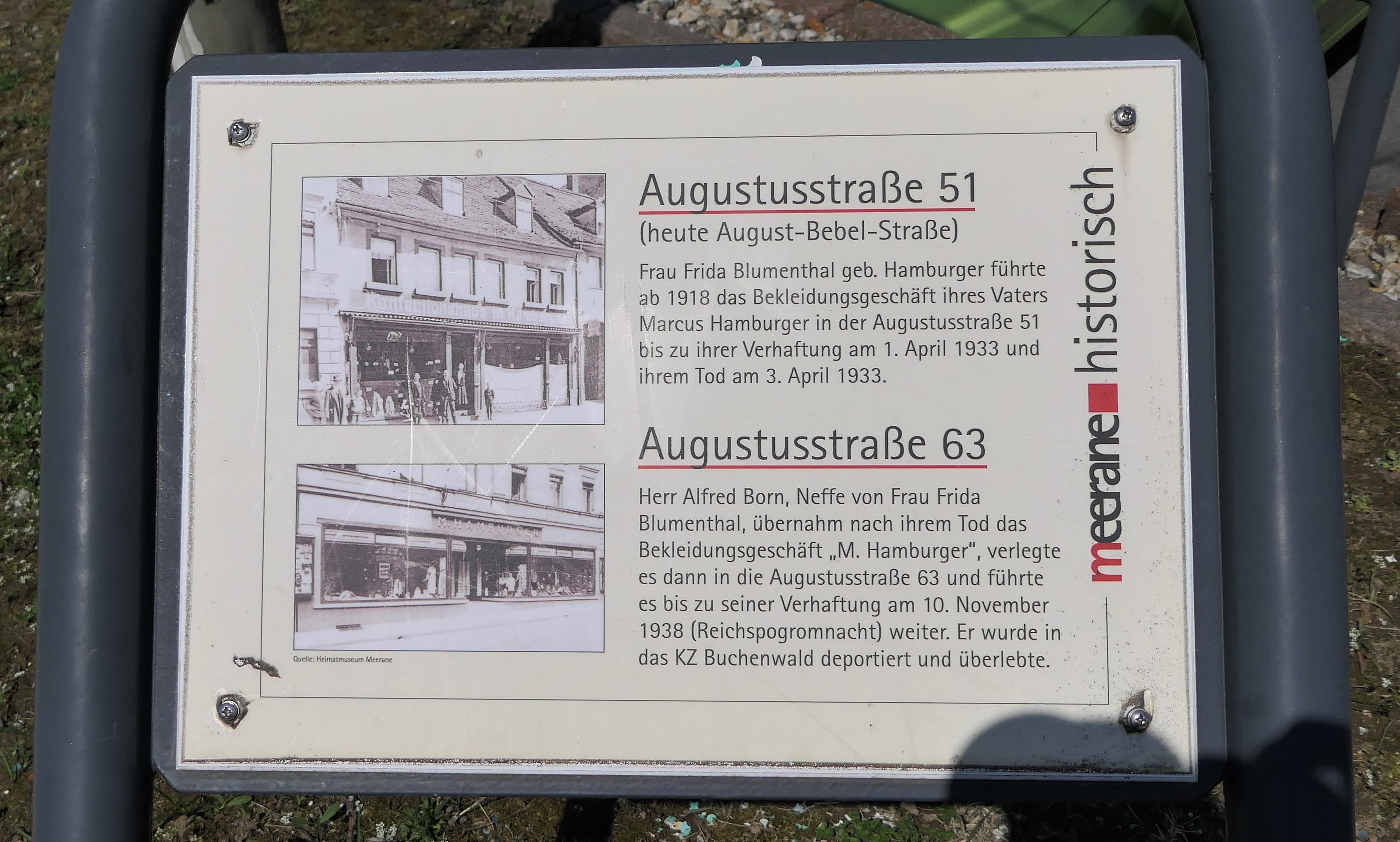
Informationstafel

- 27. Januar 2009: Crotenlaider Straße 57
- 2. April 2011: August-Bebel-Straße 51 und 63
- 7. November 2013: August-Bebel-Straße 53
- 27. Januar 2021: Böhmerstraße 24, Innere Crimmitschauer Straße 12, Kantstraße 34, Karlstraße 23, Philippstraße 52[4]